# Maria Anwander
Maria Anwander   (Bregenz, 1980) és una artista conceptual austríaca especialitzada en l'art de les actuacions artístiques i instal·lacions. El seu treball ha estat presentat en múltiples exposicions individuals a Europa i els Estats Units des de 2009. Gran part del seu treball se centra a desafiar les institucions artístiques i les seves convencions.

## Biografia
Anwander va néixer a Bregenz el 1980. Va estudiar Teatre, Cinema i Ciències dels Mitjans en la Universitat de Viena, graduant-se el 2003. Va obtenir un títol de l'Acadèmia de Belles arts de Viena el 2008.
El 2013, Anwander va dir que "el meu treball qüestiona principalment l'autenticitat de les obres d'art i la bretxa entre el mercat d'art i l'artista com a participant". Agrega que "les meves últimes obres tracten temes de recol·lecció, propietat i autoria. Aquí estic molt interessada en la creació d'imatges teòriques mitjançant l'eliminació d'altres imatges ja existents. La desmaterialització i la desconstrucció d'imatges en descripcions pures de si mateixes i viceversa és part de les meves deliberacions".
Anwander viu i treballa actualment a Berlín, Alemanya.

## Obres

### My Most Favorite Art (2004–2011)
Anwander va crear una instal·lació amb les etiquetes d'exposició que havia robat de galeries d'art i museus. La instal·lació també està pensada com un diari de viatge i Anwander afirma que el seu propòsit és donar a l'espectador "accés al meu interior, a les obres que acompanyen la meva carrera artística".

### The World's Leading Art Magazine (2009–2013)
Anwander va fer servir teixits per a llevar la tinta de les pàgines d'una revista d'art que pretenia ser la principal revista d'art del món, deixant només la revista en blanc i la tinta de les pàgines en els teixits.

### Analyzing (2010)
Anwander va filmar un vídeo de 32 minuts en el qual es va reunir amb Adolfo Profumo, un psicoanalista, a la ciutat de Nova York, que intenta parlar-li de la seva personalitat mirant la seva cartera.

### The Kiss (2010)
El 2010, Anwander va entrar al MoMA com a visitant regular i, no autoritzat, va besar un mur que havia triat. Després va col·locar una etiqueta idèntica a les etiquetes utilitzades pel MoMA, explicant el seu raonament i explicant que "utilitza les institucions artístiques com a fòrums on es poden provar i reimaginar models jeràrquics, socials i econòmics. Aquesta peça forma part d'una sèrie d'obres d'art i actuacions, que Anwander ha desenvolupat des de 2004, jugant amb el vincle entre les institucions d'art i el mercat".

### Dancefloor (2012)
Anwander va realitzar una intervenció en un espai públic on es va instal·lar una pista de ball enmig d'un parc públic a Innsbruck, Àustria. Es va instal·lar un interruptor de llum, bola de disc, altaveu i llums. Quan es va pressionar l'interruptor de llum, es van encendre les llums i la música va començar a tocar durant una cançó.

### The Present (2012)
El 2012, Anwander va realitzar una intervenció i va col·locar un bloc de pedra calcària de dues tones en el centre de la ciutat de Luxemburg.

### Untitled (2012), en col·laboració amb Ruben Aubrecht
Anwander i Aubrecht van crear una escultura de 100 x 280 cm que deia: "NOMÉS UNA ALTRA OBRA D'ART QUE NO PASSARÀ A LA HISTÒRIA".
En col·laboració amb Aubrecht, Anwander va col·locar coixins brodats amb estadístiques sobre pobresa, malnutrició o distribució de riquesa en sofàs d’apartaments de luxe, vestíbuls d’hotels i restaurants exclusius a Ciutat de Mèxic. Es pretenia que el treball respongués al "creixent desenvolupament de societats paral·leles".